# Prasinohaema parkeri
Prasinohaema parkeri (зелений деревний сцинк Паркера) — вид сцинкоподібних ящірок родини сцинкових (Scincidae). Ендемік Індонезії.

## Поширення і екологія
Зелені деревні сцинки Паркера мешкають в басейні річки Утаква на південному заході Нової Гвінеї. Вони живуть в тропічних лісах.